# Тимро
Тимро (швед. Timrå) град је у Шведској, у средишњем делу државе. Град је у оквиру Западнонорског округа, где је једно од најважнијих насеља. Тимро је истовремено и седиште истоимене општине. Тимро се образовао као предграђе већег Сундсвала.

## Природни услови
Град Тимро се налази у средишњем делу Шведске и источном делу Скандинавског полуострва. Од главног града државе, Стокхолма, град је удаљен 390 км северно.
Тимро се развио у области Меделпад, у оквиру историјске покрајине Норланд. Подручје око града је брдско, а сам град је подигнут на веома покренутом терену. Стога се надморска висина креће 0-50 м. Тимро се развио у омањем заливу већег Ботнијског залива Балтичког мора, на месту где се река Индалс улива у море.

## Историја
Подручје на месту Тимра насељено је у време средњег века. Данашње насеље јавља се у 16. веку, али је све до 20. века било село без већег значаја.
Нови препород Тимро доживљава у крајем 19. века и почетком 20. века са проласком железнице и доласком индустрије. Ово благостање траје и дан-данас.

## Становништво
Тимро је данас град средње величине за шведске услове. Град има око 10.000 становника (податак из 2010. г.), а градско подручје, тј. истоимена општина има око 17.000 становника (податак из 2010. г.). Последњих деценија број становника у граду стагнира.
До средине 20. века Тимро су насељавали искључиво етнички Швеђани. Међутим, са јачањем усељавања у Шведску, становништво града је постало шароликије, али опет мање него у случају других већих градова у држави.

## Привреда
Данас је Тимро савремени индустријски град са посебно развијеном индустријом. Последње две деценије посебно се развијају трговина, услуге и туризам.

## Збирка слика
- Средиште Тимра
- Здање општине Тимро
- Главна градска црква
- Градска индустрија